# Kawasaki ER-5
La Kawasaki ER-5 est une moto produite par Kawasaki Heavy Industries entre 1996 et 2006. Sa remplaçante est la Kawasaki ER-6, dotée d'un design plus moderne (style manga). C'est une moto légère et peu puissante (50,3 ch), qui a su séduire moto-école et conducteur débutant dans les années 2000.

## Historique
En 1996, presque 10 ans après la sortie de la Kawasaki GPZ 500, Kawasaki décide de sortir sa version roadster appelée Kawasaki ER-5. Elle est dotée du même moteur bicylindre légèrement revu avec 10 chevaux en moins mais elle est tout de même plus coupleuse à mi-régime, ce qui lui permet d'avoir une bonne accélération beaucoup plus tôt que sa grande sœur.
Du côté châssis, son poids a diminué de 5 kg comparé à la Kawasaki GPZ 500, ce qui la rend un peu plus maniable ; le réservoir a quant à lui perdu 1 litre.
Pour ce qui est du train arrière, Kawasaki a remplacé le frein à disque de 230 mm par un frein à tambour de 160 mm, ce qui rend le freinage moins efficace surtout en freinage d'urgence, par conséquent le disque avant gagne 10 mm.
Kawasaki a sorti une bride de 34 ch pour les jeunes permis A2.
Les brides de 34 ch sont au niveau des boisseaux qui sont percés des gicleurs plus gros (105 au lieu de 102 d'origine) car les aiguilles qui sont plus grosses appauvrissent la carburation. 

## Postérité
La Kawasaki ER-5 est apparue pour la première fois dans la série La casa de papel dans l'épisode 7 de la première saison. C'est le personnage dénommé "Le Professeur" qui utilisait la Kawasaki ER-5. Il se servait de sa moto pendant le cambriolage de la fabrique pour des déplacements discrets.